# Xã Liberty, Quận O'Brien, Iowa
Xã Liberty (tiếng Anh: Liberty Township) là một xã thuộc quận O'Brien, tiểu bang Iowa, Hoa Kỳ. Năm 2010, dân số của xã này là 388 người.